# Cremastus californicus
Cremastus californicus är en stekelart som först beskrevs av Léon Abel Provancher 1888.  Cremastus californicus ingår i släktet Cremastus och familjen brokparasitsteklar. Inga underarter finns listade i Catalogue of Life.